# Tauromaquia y cine

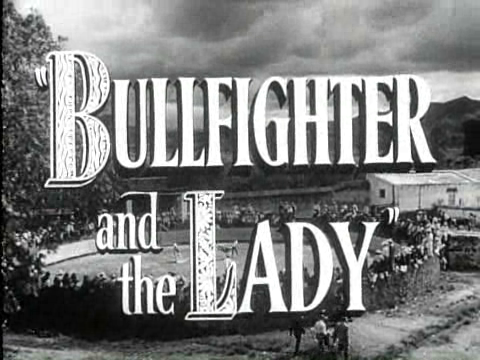
Cartel de El torero y la dama (1951) de Budd Boetticher, ambientada en México.

Con tauromaquia y cine se hace referencia a películas cuyo argumento, ambiente o intérpretes guardan relación directa o indirecta con la fiesta de los toros, ya sea respecto al espectáculo en sí mismo o con el denominado mundo taurino.
Los toros y la tauromaquia han sido elementos utilizados por la industria cinematográfica para servir de base argumental, contexto o referencia a una serie de películas, en otras las corridas han servido de fondo para determinadas escenas o diálogos. Numerosas películas se han adentrado en el mundo del toreo, muchas veces mezclando temas sentimentales, desengaños y aventuras. Varias de las películas han contado con la participación de destacados toreros.
El primer registro cinematográfico de una corrida de toros se realizó en Madrid el 15 de mayo de 1896, y tuvo una duración de un minuto. Posteriormente Lumiere filma un corto breve titulado “Arrivée des Toreadors”, donde muestra la entrada de los toreros a la plaza; a la que le sigue una película con el título de “Spagne: Courses de Tauureaux”.
El registro cinematográfico más antiguo del que se dispone de un torero corresponde a Luis Mazzantini en 1898.

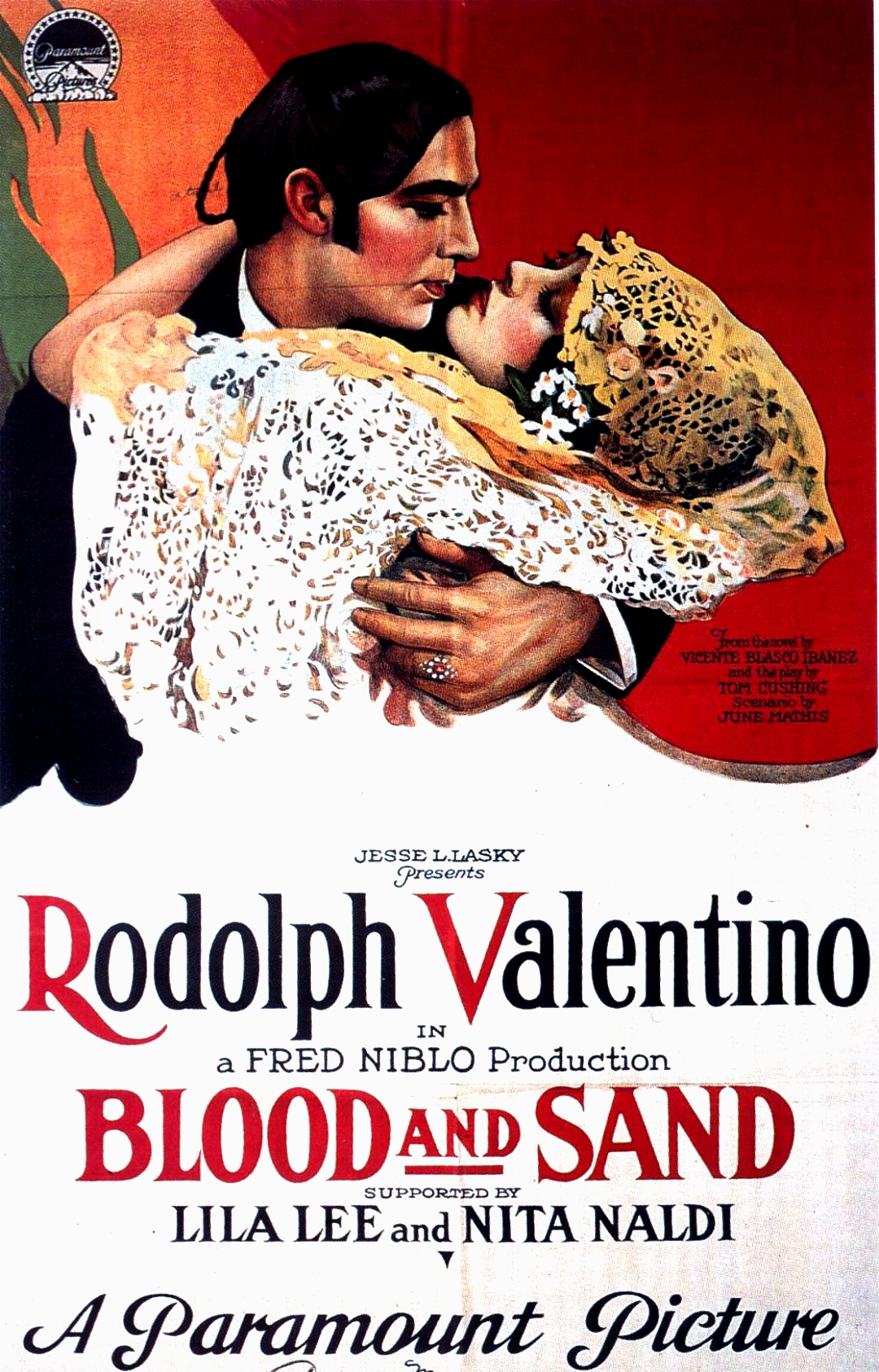
Cartel de Sangre y arena (1922) con Rodolfo Valentino, basada en la novela Sangre y arena de Blasco Ibáñez.

A comienzos del siglo XX comienzan a filmarse una serie de películas, principalmente en España, sobre corridas de toros. Vale mencionar: “Corrida de Toros” (1907) con Antonio Fuentes, “La Historia de la Fiesta de los Toros” (1911), y “Tragedia Torera” de Narciso Cuyas.

## Algunas películas relacionadas
- Torero (1955): probablemente la mejor película de tema taurino, interpretada por el torero mexicano Luis Procuna.[6]
- Toros Bravos (1951): Dirigida por Robert Rossen y protagonizada por Mel Ferrer y Anthony Quinn.
- Tarde de toros (1956): atractiva película sobre el mundo del toreo, actúan Domingo Ortega y Antonio Bienvenida dos destacados personajes del toreo.[6]
- Militona, la tragedia de un torero (1922): dirigida por Henry Vorins, con guion de Théophile Gautier y protagonizada por Paulette Landais, Jaime Devesa y José Bruguera.
- Alma tlaxcalteca (1931) dirigida por Ángel E. Álvarez, rodada en la plaza de toros de Tlaxcala y protagonizada por el ganadero de Piedras Negras Wiliulfo González.[7]
- Sangre y arena (1922): dirigida por Fred Niblo y protagonizada por Rodolfo Valentino
- Sangre y arena (1941): Película con las actuaciones de Tyrone Power y Rita Hayworth.[8]
- Calabuch (1956), director Luis García Berlanga: Un científico que trabaja en la industria de armamentos deja su trabajo para irse a vivir a un pequeño poblado mediterráneo
- El brau blau (2008)- El toro azul: Un hombre joven atraído por el toreo se adentra en su psiquis en un paralelo con la tauromaquia
- Jamón, jamón (1992), director Bigas Luna. Con Javier Bardem y Penélope Cruz.[9]
- La vaquilla (1985), director Luis García Berlanga: Durante la Guerra Civil Española, en una trinchera situada en el mismo frente de Aragón, los altavoces del bando nacional anuncian las fiestas religiosas de un pueblo próximo, donde se celebrará una corrida de toros. Los jefes militares republicanos encargados del sector deciden infiltrar un grupo de sus hombres en territorio enemigo para raptar a la vaquilla que será utilizada en la fiesta taurina, en un intento simultáneo por conseguir comida y terminar con la fiesta de los nacionalistas.[6]
- Los chicos (1959): Relata los planes y proyectos de un grupo de adolescentes de comienzos de la década de 1960 en Madrid.
- Manolete (2007), director Menno Meyjes: Narra la vida del torero Manolete (Adrien Brody) y la relación sentimental con la que fuera el amor de su vida, Antoñita "Lupe" Sino (Penélope Cruz).
- Matador (1986), director Pedro Almodóvar:   con Nacho Martínez y Assumpta Serna.[6]
- Mi tío Jacinto (1956), director Ladislao Vajda: Historia de un torero retirado de las lides y su sobrino que pasan por una serie de peripecias para juntar dinero para adquirir un traje de luces.
- Brindis a Manolete (1948), director Florián Rey
- El Litri y su sombra (1960) Sobre la vida del afamado torero Miguel Báez "el Litri".
- Ni sangre ni arena (1941), comedia mexicana con la actuación de Mario Moreno Cantinflas.
- De barro y oro (1966), película española dirigida por Joaquín Bollo Muro.
- Aprendiendo a morir (1963), biografía del torero Manuel Benítez, el Cordobés. Dirigida por Pedro Lazaga y protagonizada por el propio Cordobés.
- Nuevo en Esta Plaza (1966), biografía del gran torero Sebastián Palomo Linares, relata su trayectoria desde sus orígenes humildes hasta alcanzar el éxito. Como la anterior dirigida por Pedro Lazaga.
- Las Cicatrices (1967) Biografía del torero Pedro Benjumea, protagonizada por el mismo. También dirigida por Pedro Lazaga.
- Jugando a morir, biografía del torero cómico Blas Romero, conocido como "El "Platanito". Fue dirigida por José H. Gan.
- Hable con ella (2002) Lydia (Rosario Flores), la novia del protagonista, torera de profesión, está en coma después de sufrir una cogida de un toro. Fue dirigida por Pedro Almodóvar.[10]
- The Matador (2006), dirigida por Richard Shepard y protagonizada por Pierce Brosnan, Greg Kinnear, Hope Davis y Philip Baker Hall.
- Tardes de soledad (2024) dirigida por Albert Serra.[11]